# Bolitophila doerrsteini
Bolitophila doerrsteini är en tvåvingeart som beskrevs av Eberhard Plassmann 1988. Bolitophila doerrsteini ingår i släktet Bolitophila och familjen smalbensmyggor. Arten är reproducerande i Sverige. Inga underarter finns listade i Catalogue of Life.